# Zbiornik groblowy
Zbiornik groblowy – zbiornik antropogeniczny utworzony dzięki wybudowaniu grobli pozwalającej na retencjonowanie wód. Zbiorniki groblowe występują głównie w dnach dolin rzecznych, rzadziej są spotykane w strefach zboczy dolinnych i na terenach wysoczyznowych. Charakterystyczną cechą zbiorników groblowych jest ich płaskodenność wynikająca z niewielkiego zróżnicowania pionowego zajmowanych przez nie obszarów inundacyjnych oraz niewielka głębokość (ok. 1-1,5 m) warunkowana wysokością grobli ograniczających akwen, co przekłada się na zbliżone do jedności wartości wskaźników głębokościowych. Zbiorniki groblowe bardzo często nazywane są stawami hodowlanymi, co nie ma większego uzasadnienia hydrologicznego z uwagi na błędne przywołanie nazewnictwa funkcjonalnego zbiorników w ocenie ich genezy.